# Episodi di The Girlfriend Experience (prima stagione)
La prima stagione della serie televisiva The Girlfriend Experience, composta da 13 episodi, è trasmessa in prima visione negli USA dal 10 aprile 2016 su Starz.
In Italia, la stagione è stata interamente pubblicata l'11 aprile 2016 sul sito web a pagamento della piattaforma Mediaset Infinity TV.
È stata trasmessa in prima visione dal 3 al 9 aprile 2018 in seconda serata sul 20. In replica in seconda serata dal 20 gennaio 2019 su italia 1.
| n° | Titolo originale  | Titolo in italiano | Prima TV USA   | Pubblicazione Italia | Prima TV Italia | Share Italia 1 |
| -- | ----------------- | ------------------ | -------------- | -------------------- | --------------- | -------------- |
| 1  | Entry             | Iniziazione        | 10 aprile 2016 | 11 aprile 2016       | 3 aprile 2018   | 8,6%           |
| 2  | A Friend          | Un'amica           | 10 aprile 2016 | 11 aprile 2016       | 3 aprile 2018   | 8,6%           |
| 3  | Retention         | Reticenza          | 17 aprile 2016 | 11 aprile 2016       | 4 aprile 2018   |                |
| 4  | Crossing the Line | Oltre il limite    | 24 aprile 2016 | 11 aprile 2016       | 4 aprile 2018   |                |
| 5  | Insurence         | Assicurazione      | 1º maggio 2016 | 11 aprile 2016       | 5 aprile 2018   |                |
| 6  | Boundaries        | Confini            | 8 maggio 2016  | 11 aprile 2016       | 5 aprile 2018   |                |
| 7  | Access            | Accesso            | 15 maggio 2016 | 11 aprile 2016       | 6 aprile 2018   |                |
| 8  | Provocation       | Provocazione       | 22 maggio 2016 | 11 aprile 2016       | 6 aprile 2018   |                |
| 9  | Blindsighted      | Alla sprovvista    | 29 maggio 2016 | 11 aprile 2016       | 7 aprile 2018   |                |
| 10 | Avaible           | Disponibile        | 5 giugno 2016  | 11 aprile 2016       | 7 aprile 2018   |                |
| 11 | Fabrication       | Montatura          | 12 giugno 2016 | 11 aprile 2016       | 8 aprile 2018   |                |
| 12 | Home              | A casa             | 19 giugno 2016 | 11 aprile 2016       | 8 aprile 2018   |                |
| 13 | Separation        | Separazione        | 26 giugno 2016 | 11 aprile 2016       | 9 aprile 2018   |                |